# The Somnambulist
The Somnambulist es una novela de horror y fantasía de 2007 ambientada en el periodo victoriano tardío, y es la novela de debut de Jonathan Barnes. Los protagonistas Edward Moon, un prestidigitador y detective, y su socio silencioso El Somnambulist, un gigante que bebe leche quién no sangra cuando lo apuñalan, fueron llamados para investigar un asesinato que puede ligar a la poesía y profecías de Samuel Taylor Coleridge y el destino de Londres.